# Автомагістраль G40 Шанхай-Сіань
Автомагістраль Шанхай–Сіань (кит.: 上海—西安高速公路), позначається як G40 і зазвичай називається швидкісною магістраллю Хушаан (кит.: 沪陕高速公路) — швидкісна магістраль, що з'єднує міста Шанхай і Сіань, Шеньсі. Має 1,490 км у довжину.
Швидкісна дорога була завершена після відкриття мосту Чунці для комерційного руху 24 грудня 2011 року.
Швидкісна дорога використовує Шанхайський тунель і міст через річку Янцзи та міст Чунці для перетину річки Янцзи на північ від Шанхаю.
Швидкісна дорога проходить через такі міста: 
- Шанхай
- Наньтун, Цзянсу
- Янчжоу, Цзянсу
- Нанкін, Цзянсу
- Хефей, Аньхой
- Луань, Аньхой
- Сіньян, Хенань
- Наньян, Хенань
- Район Шанчжоу, Шанлуо, Шеньсі
- Сіань, Шеньсі